# Heidi El Tabakh
Heidi El Tabakh (* 25. September 1986 in Alexandria, Ägypten) ist eine ehemalige kanadische Tennisspielerin. Sie spielte bis 2005 für Ägypten.

## Karriere
Ihre Familie emigrierte nach Kanada, als sie acht Jahre alt war. Bald nach ihrer Ankunft begann sie in Florida mit dem Tennissport. Sie trainierte in Nick Bollettieris Tennis-Akademie in Tampa (Florida).
El Tabakh gewann bislang sieben Einzel- und zehn Doppeltitel bei ITF-Turnieren. Bei den French Open stand sie 2010 und 2012 im Hauptfeld, sie kam aber jeweils nicht über die erste Runde hinaus.
Für Ägypten bestritt sie 2013 drei Fed-Cup-Partien (zwei Einzel, ein Doppel), die sie allesamt gewinnen konnte.
Heidi El Tabakh wird seit Ende Januar 2017 nicht mehr in den Weltranglisten geführt.

## Turniersiege

### Einzel
| Nr. | Datum              | Turnier    | Kategorie   | Belag     | Finalgegnerin           | Ergebnis      |
| --- | ------------------ | ---------- | ----------- | --------- | ----------------------- | ------------- |
| 1.  | 26. Oktober 2003   | Lagos      | ITF $10.000 | Hartplatz | Sai-Jayalakshmy Jayaram | 6:4, 6:4      |
| 2.  | 12. September 2007 | Lleida     | ITF $10.000 | Sand      | Eva Fernandez-Brugues   | 6:2, 6:3      |
| 3.  | 16. November 2008  | San Diego  | ITF $50.000 | Hartplatz | Petra Rampre            | 6:0, 6:2      |
| 4.  | 26. Juli 2009      | Valladolid | ITF $25.000 | Hartplatz | Estrella Cabeza-Candela | 6:2, 3:6, 6:3 |
| 5.  | 8. April 2012      | Jackson    | ITF $25.000 | Sand      | Jelena Bowina           | 6:0, 6:4      |
| 6.  | 15. April 2012     | Pelham     | ITF $25.000 | Sand      | Edina Gallovits-Hall    | 3:6, 6:2, 6:4 |
| 7.  | 11. Mai 2014       | Raleigh    | ITF $25.000 | Sand      | Maria Sanchez           | 6:3, 6:4      |
| 8.  | 20. September 2015 | Redding    | ITF $25.000 | Hartplatz | Sherazad Reixz          | 6:1, 6:3      |

### Doppel
| Nr. | Datum            | Turnier              | Kategorie   | Belag     | Partnerin              | Finalgegnerinnen                               | Ergebnis         |
| --- | ---------------- | -------------------- | ----------- | --------- | ---------------------- | ---------------------------------------------- | ---------------- |
| 1.  | 2. November 2003 | Lagos                | ITF $10.000 | Hartplatz | Yomna Farid            | Lizaan du Plessis Noha Mohsen                  | 6:1, 5:7, 6:1    |
| 2.  | 27. Juni 2004    | Edmond               | ITF $10.000 | Hartplatz | Anne Mall              | Kelly Anderson Carine Vermeulen                | 3:6, 6:3, 6:4    |
| 3.  | 25. Mai 2008     | Landisville          | ITF $10.000 | Hartplatz | Audra Cohen            | Stefania Boffa Anna Fitzpatrick                | 6:3, 7:63        |
| 4.  | 13. Juli 2008    | Valladolid           | ITF $25.000 | Hartplatz | Story Tweedie-Yates    | Stefania Boffa Anna Fitzpatrick                | 6:2, 6:4         |
| 5.  | 20. Juli 2008    | Darmstadt            | ITF $25.000 | Sand      | Emma Laine             | Michelle Gerards Marcella Koek                 | 6:3, 6:4         |
| 6.  | 10. Mai 2009     | Indian Harbour Beach | ITF $50.000 | Sand      | Melanie Klaffner       | Tetiana Luzhanska Lilia Osterloh               | 6:3, 3:6, [10:7] |
| 7.  | 26. Juli 2009    | Valladolid           | ITF $25.000 | Hartplatz | Paula Fondevila-Castro | Estrella Cabeza-Candela Sara Del Barrio-Aragon | 6:2, 6:4         |
| 8.  | 1. November 2009 | Bayamón              | ITF $25.000 | Hartplatz | Kimberly Couts         | María Fernanda Álvarez Terán Karen Castiblanco | 6:3, 6:1         |
| 9.  | 8. August 2010   | Vancouver            | ITF $75.000 | Hartplatz | Chang Kai-chen         | Irina Falconi Amanda Fink                      | 3:6, 6:3, [10:4] |
| 10. | 27. Juli 2013    | Winnipeg             | ITF $25.000 | Hartplatz | Allie Klick            | Samantha Murray Jade Windley                   | 6:4, 2:6, [10:8] |